# Licencia para perro

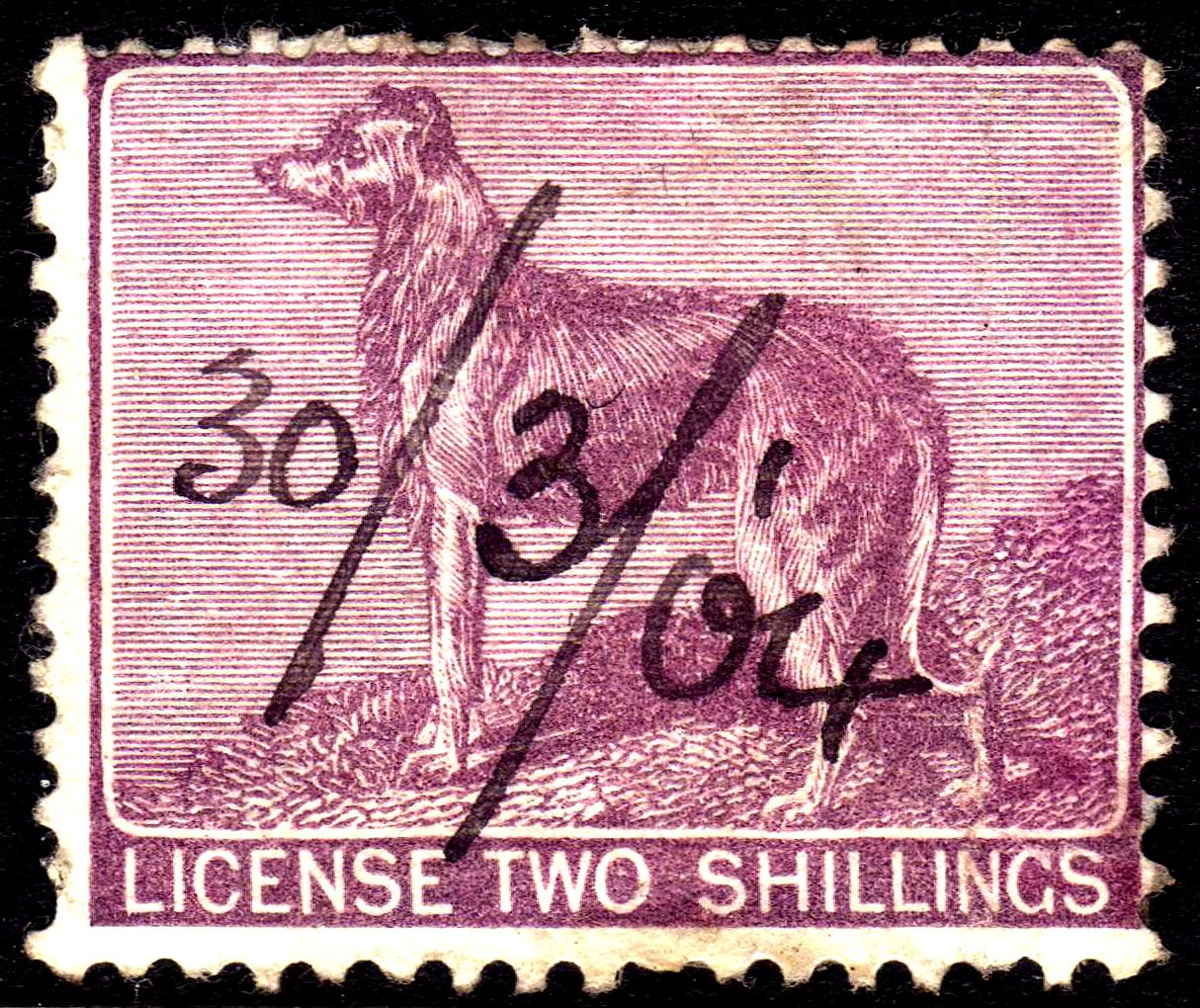
Un timbre fiscal de licencia de perro irlandés utilizado en 1904 y mostrando un Lobero Irlandés.

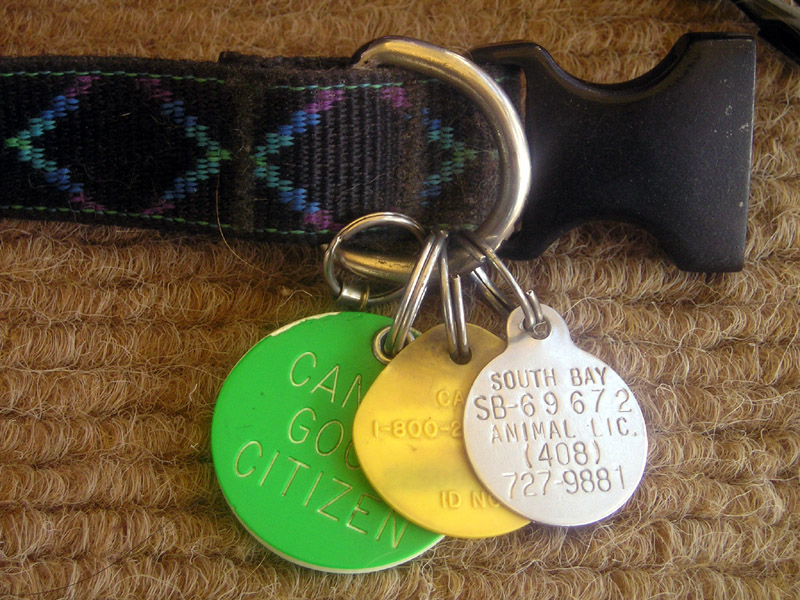
La chapa de licencia del perro podría ser una de varias placas de identificación que un perro lleve encima.

Se requiere una licencia para perro  en algunas jurisdicciones para ser el propietario de un perro. Normalmente se emite un número de identificación específico de la licencia al dueño, junto con una chapa de perro que contiene el identificador y un número de contacto para la organización registradora. Si una mascota perdida es encontrada con la placa, un rescatador puede llamar a la organización de registro para obtener información de contacto actual para el dueño del perro.
Dar la licencia de un perro podría requerir acciones adicionales por parte del dueño, como asegurar que el perro tiene una vacunación de rabia a día de hoy. En muchas jurisdicciones se paga una pequeña cuota para obtener una licencia. Las licencias normalmente deben ser renovadas anualmente o después de unos pocos años.

## Información sobre las licencias alrededor del mundo
China
Los perros necesitan una licencia RMB 500 en Beijing, China.
Gran Bretaña
La práctica de licenciar a perros fue abolida en 1987. Con anterioridad estas licencias de perro eran obligatorias, pero el requisito era ampliamente ignorado,  sólo la mitad de los propietarios tenía una. El índice final para una licencia de perro eran 37 peniques, reducido de 37½ p cuándo el halfpenny fue retirado en 1984. Esta era una conversión exacta de 7/6 (siete chelines y sixpence) en decimalización en 1971. Los ingresos iban a autoridades locales.
Irlanda del Norte
Licencias de perro están requeridas bajo la Ley sobre Perros de Irlanda del Norte de 1983. En octubre de 2011, la licencia costaba £12.50 al año, con reducciones para pensionistas y dueños de perros castrados.
Irlanda
Las licencias para perro están requeridas. Hay tres tipos de licencias
- Licencia de perro individual – cubre un perro por un periodo de 12 meses

- Licencia de perro general – para dueños de perreras por un periodo de 12 meses

- Licencia de perro para toda la vida – para toda la vida del perro al que se le emitió una licencia.

Alemania
La propiedad de un perro está regulada por un "impuesto de perro", en oposición a una licencia de perro, y la cantidad a pagar depende de la raza del perro en cuestión: las razas consideradas "peligrosas", como Pitbull, están sujetas a un impuesto más alto.
Estados Unidos
La mayoría de estados, municipios, u otras jurisdicciones requieren licencias de perro junto a la vacunación contra la rabia, y la duración de la licencia no puede superar el tiempo en el que la vacuna es eficaz. Como forma de impedir la superpoblación de animales, algunas jurisdicciones cobran una cuota de licencia significantemente baja si el dueño presenta una prueba veterinaria de que el perro ha sido esterilizado o castrado.
California y Maryland tienen algunas áreas donde también se requieren licencias de gato.
Canadá
Las licencias para perro son un requisito en todas las ciudades en Canadá, junto a las vacunaciones. Muchos también tatúan y/o insertan microchips a sus mascotas.
Australia
Las licencias de perro están bajo mandato del estado y legislación del territorio, pero son emitidas por gobiernos locales (p. ej., ciudad o consejos de condado). Por ello el coste de una licencia y el formato varía a través del país. En algunas áreas, como Victoria, también se requiere inscripción de gato y microchip.
Nueva Zelanda
Bajo el Acto de Control del Perro 1996 todos los perros que superen los 3 meses deben de ser registrados con la ciudad o consejo de distrito en el que el perro normalmente reside. Como prerrequisito, todos los perros clasificados como peligrosos o amenazantes, y todos los perros primero registrados en Nueva Zelanda después del 1 de julio de 2006, tienen que someterse a introducción de microchip antes de que pueden ser registrados.
Todas las inscripciones de perro expiran anualmente el 30 de junio, y pueden ser renovadas hasta el 31 de julio (un mes después). Cada perro registrado debe llevar una placa identificativa donde especifique el consejo, la fecha de caducidad del registro, y número de inscripción del perro; además el color de la chapa cambia cada año para una identificación más fácil (p. ej. las chapas para el 2013/14 año son rojas). Los costes de inscripción son diferentes entre consejos, y también difieren según factores como si el perro está castrado, viviendo en un área urbana o rural, classificado como peligroso o amenazante, y si el dueño es un dueño de perro responsable. Las cuotas para perros de trajabo (perros pastor, perros policiales, perros de fármaco, etc.) son generalmente más bajas que para las mascotas, y los perros guía son generalmente de coste libre o mínimo en el registro.
Isla De Man
Se requiere licencia de perro.
Países Bajos
Los perros tienen que ser registrados y se paga un impuesto anual al municipio basado en el número de perros. La cantidad varía entre municipios; por ejemplo, el impuesto es de 103.18€ por perro al año en Ámsterdam.